# Roger Thompson
Roger Thompson (Clarendon, Jamaica; 19 de diciembre de 1991) es un futbolista canadiense de origen jamaiquino. Juega como defensor y actualmente se encuentra en Ljungskile SK de la Superettan.

## Biografía
Es hijo de padres nacidos en Clarendon, cuando tenía 10 años se trasladaron a Brampton Canadá. A los 11 años comenzó a jugar en Brampton Este SC y luego Vaughan SC antes de dirigirse a los EE. UU. para el estudio y el fútbol americano universitario. 
En 2009 Thompson comenzó en la Universidad de Graceland en Lamoni, Iowa, pero solo permaneció allí un año antes del cambió a la Universidad de Cincinnati. En 2010 jugó 19 juegos para los Bearcats de Cincinnati, como la Universidad de Cincinnati nombrado, pero la temporada 2011 fue arruinada por lesiones y luego convirtió en sólo tres partidos. Sin embargo, en 2011, representó a Canadá en el Campeonato Sub-20 de la CONCACAF, un campeonato de Canadá terminó en los cuartos de final después de perder 0-3 contra los futuros campeones de México.

## Selección
Con tan solo 14 años debutó en el programa juvenil de Canadá en 2006 con el entrenador Sean Fleming. Representando a Canadá en el campeonato Sub-20 del 2011 disputado en Guatemala.

## Clubes
| Club           | País      | Año           |
| -------------- | --------- | ------------- |
| Vasa IFK       | Finlandia | 2012          |
| IFK Mariehamn  | Finlandia | 2013-2014     |
| KSV Baunatal   | Alemania  | 2014          |
| Trelleborgs FF | Suecia    | 2015-2017     |
| Ljungskile SK  | Suecia    | 2017-presente |